# Hontanar
Hontanar es un municipio y localidad española de la provincia de Toledo, en la comunidad autónoma de Castilla-La Mancha. El término municipal tiene una población de 151 habitantes (INE 2024).

## Toponimia
El término Hontanar se deriva de fontana que a su vez procede del latín fontana aqua, agua de fuente. Según un documento del XVI el nombre se debe a la existencia, en aquella época, de cuatro fuentes en el municipio.

## Geografía
El municipio se encuentra situado «en un valle circundado de altas sierras, y por lo tanto profundo y ahogado». Pertenece a la comarca de los Montes de Toledo y linda con los términos municipales de Navas de Estena en la provincia de Ciudad Real y Los Navalmorales, Navahermosa, Menasalbas, San Pablo de los Montes y Los Navalucillos en la de Toledo.
Le bañan los arroyos Pasadero y Cedena que nacen en los montes de Toledo y se unen en la antigua población de Malamoneda conservando el nombre del último hasta desembocar en el Tajo. Otro arroyo denominado Hontanar, nace a los pies de las sierras, en la zona denominada la Tejera, y está seco en los meses de verano.

## Historia
Se desconoce la fecha exacta de su fundación, aunque tuvo que ser posterior a 1243, ya que no aparece en la relación de pueblos dada al venderse Los Montes al ayuntamiento de Toledo en el reinado de Fernando III. Es probable que su fundación tuviera lugar a mediados del siglo XIV tras la despoblación de Malamoneda por problemas de salubridad.
Perteneció a la antigua comunidad de los Montes de Toledo, disuelta en 1837. A mediados del siglo XIV, el lugar tenía contabilizada una población de 285 habitantes. Tenía 60 casas y el presupuesto municipal ascendía a 3000 reales de los cuales 3100 eran para pagar al secretario. Aparece descrito en el noveno volumen del Diccionario geográfico-estadístico-histórico de España y sus posesiones de Ultramar de Pascual Madoz de la siguiente manera:

HONTANAR: l. con ayunt. en la prov. y dióc. de Toledo (9 leg.), part. jud. de Navahermosa (1), aud. terr. de Madrid (20), c g. de Castilla la Nueva. sit. en un valle circundado de altas sierras, y por lo tanto profundo y ahogado, es de clima frio, reina el viento N. y se padecen afecciones reumáticas ó intermitentes; tiene 60 casas de un solo piso, miserables y mal acondicionadas, en calles irregulares, con varios huertos entremezclados, sin empedrar y todas casi obstruidas por peñascos naturales: hay casa de ayunt. que es una pieza menos que mediana con un poyo, que al mismo tiempo sirve de tejar, una escuela de niños dotada con 200 rs., á la que asisten 10; una igl. parr. dedicada de San Andrés apóstol, con curato de primer ascenso, y provision ordinaria; el edificio es sólido de una sola nave de 20 varas de largo y 10 de ancho, y á su entrada hay un terraplen ó esplanada circular como de 8 varas, única plaza ó plazuela que el pueblo tiene: se surte de aguas potables en muchos y buenos manantiales en los alrededores, pero sin fuente alguna regularizada. Confina el térm. por N. con el de Navahermosa; E. Navas de Estena (Ciudad-Real); S. San Pablo; O. Navalucillos, cuyos pueblos distan de una á 3 leg., estendiéndose la jurisd. 5/4 leg. de N. á S., 3 1/2 leg. de E. á O., comprende 8,106 fan. de tierra de las que se labran 200 solamente, siendo todo lo demas montes bajos con algun rebollo, peñascos y sierras estériles: hay en este medio 4 labranzas, una llamada Cedena, otra en el valle de Valdecorchos y 2 en Malamoneda, este sitio es notable por los restos que ofrece de su ant. pobl. (V.): le bañan los arroyos Pasadero y Cedena: nacen en los montes de Toledo, se reunen en Malamoneda conservando el nombre del último, y corriendo al O. entran en el Tajo; en el primero hay 4 molinos harineros y un batan; en el segundo 2 molinos; el arroyo Hontanar nace al píe de las sierras y sitio llamado la Tejera, secándose ordinariamente en los meses del estío. El terreno es muy inferior: los caminos estrechos y ásperos; el correo se recibe de Toledo por balijero 3 veces á la semana. prod.: trigo, centeno, algunas hortalizas y frutas de poca consideracion; se mantiene ganado vacuno y cabrio, siendo mas preferido el primero y se cria mucha caza de todas clases. ind. y comercio: los molinos y batan citados y el carboneo. pobl.: 56 vec., 285 alm. cap. prod.: 200,000 rs. imp.: 5,160. contr.: segun el cálculo oficial de la prov. 74'48 por 100 de esta riqueza. El presupuesto municipal 3,000 del que se pagan 1,100 al secretario por su dotacion, y se cubre con repartimiento vecinal.
Este pueblo es uno de los que formaban el terr. de los montes de Toledo, cuya comunidad quedó disuelta en 1837, asignando á cada uno, térm. separado; en el articulo Montes de Toledo nos haremos cargo de esta medida.
(Madoz, 1847, p. 219)

## Demografía
Cuenta con una población de 151 habitantes (INE 2024).
| Gráfica de evolución demográfica de Hontanar entre 1842 y 2021                                                        |
| |
| Población de derecho según los censos de población del INE. Población de hecho según los censos de población del INE. |

| 116           | 105 | 117 | 126 | 122 | 123 | 120 | 135 | 141 | 132 |
| (Fuente: INE) |     |     |     |     |     |     |     |     |     |

NOTA: Las cifras de 1996 están referidas a 1 de mayo y las demás a 1 de enero.

## Símbolos
El escudo heráldico que representa al municipio se define con el siguiente blasón aprobado oficialmente el 10 de agosto de 1998:

De plata un castillo de gules aclarado de azul sobre un monte verde del que manan cuatro caños o fuentes todo puesto sobre ondas. El escudo se timbra con la corona real española.
Diario Oficial de Castilla-La Mancha nº 38 de 21 de agosto de 1998

El diseño de la bandera municipal, aprobado de manera simultánea al del escudo, sigue la siguiente descripción:

Bandera rectangular, de proporciones 2/3, de color blanco, con un triángulo de color verde cuya base ocupa el lado del asta y el vértice en centro del batiente.
Diario Oficial de Castilla-La Mancha nº 38 de 21 de agosto de 1998

## Administración

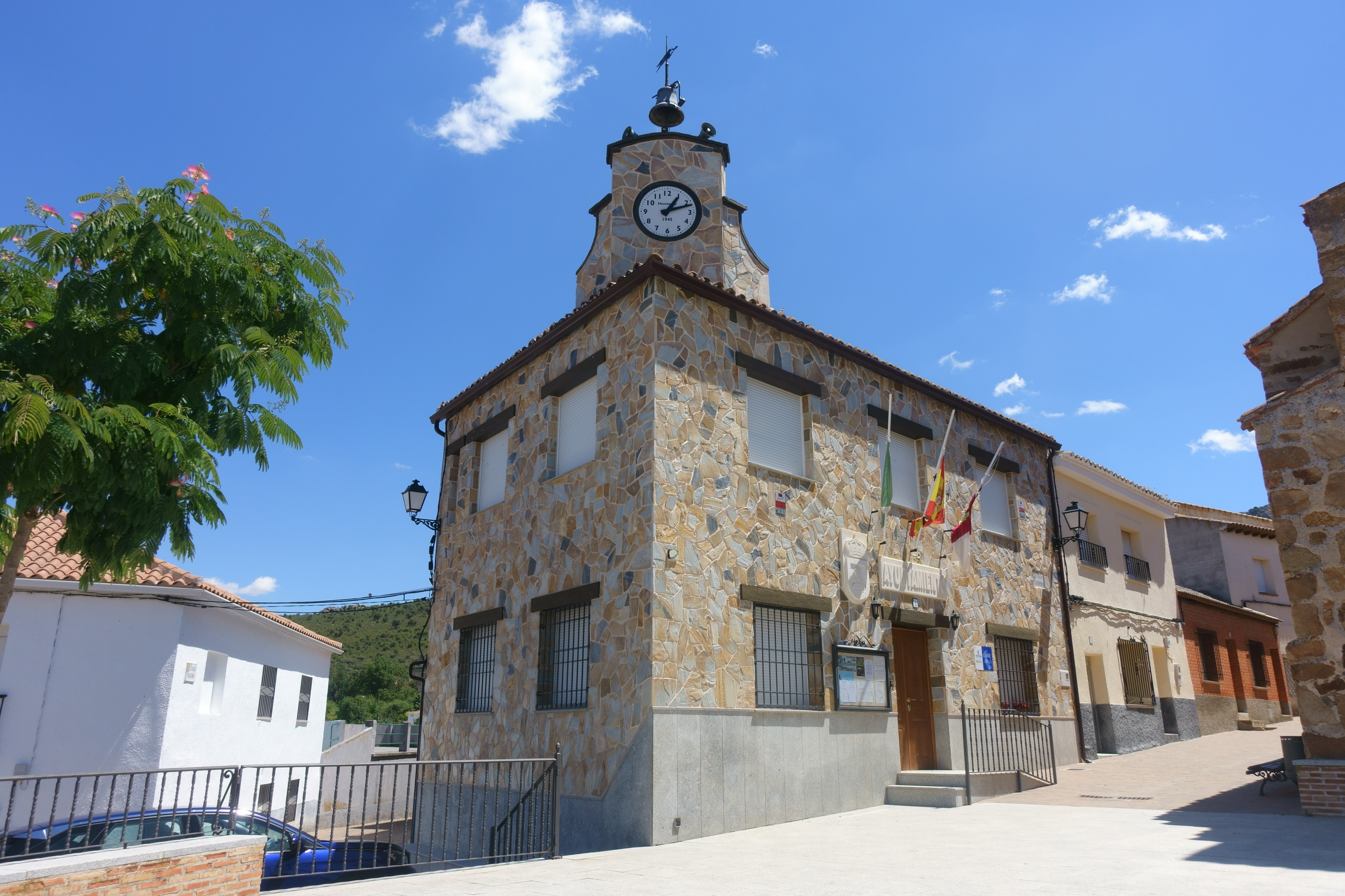
Casa consistorial

| Periodo   | Nombre                  | Partido       |
| --------- | ----------------------- | ------------- |
| 1979-1983 | Félix Muñoz Fernández   | Independiente |
| 1983-1987 | Félix Muñoz Fernández   | AP            |
| 1987-1991 | José Muñoz Pérez        | CDS           |
| 1991-1995 | Gaspar Medina Sánchez   | PSOE          |
| 1995-1999 | Gaspar Medina Sánchez   | PSOE          |
| 1999-2003 | Gaspar Medina Sánchez   | PSOE          |
| 2003-2007 | Antonio Blázquez Olmedo | PP            |
| 2007-2011 | Lisardo Sánchez Muñoz   | PSOE          |
| 2011-2015 | Lisardo Sánchez Muñoz   | PSOE          |
| 2015-2019 | Juan Manuel Muňoz       | PP            |

## Patrimonio

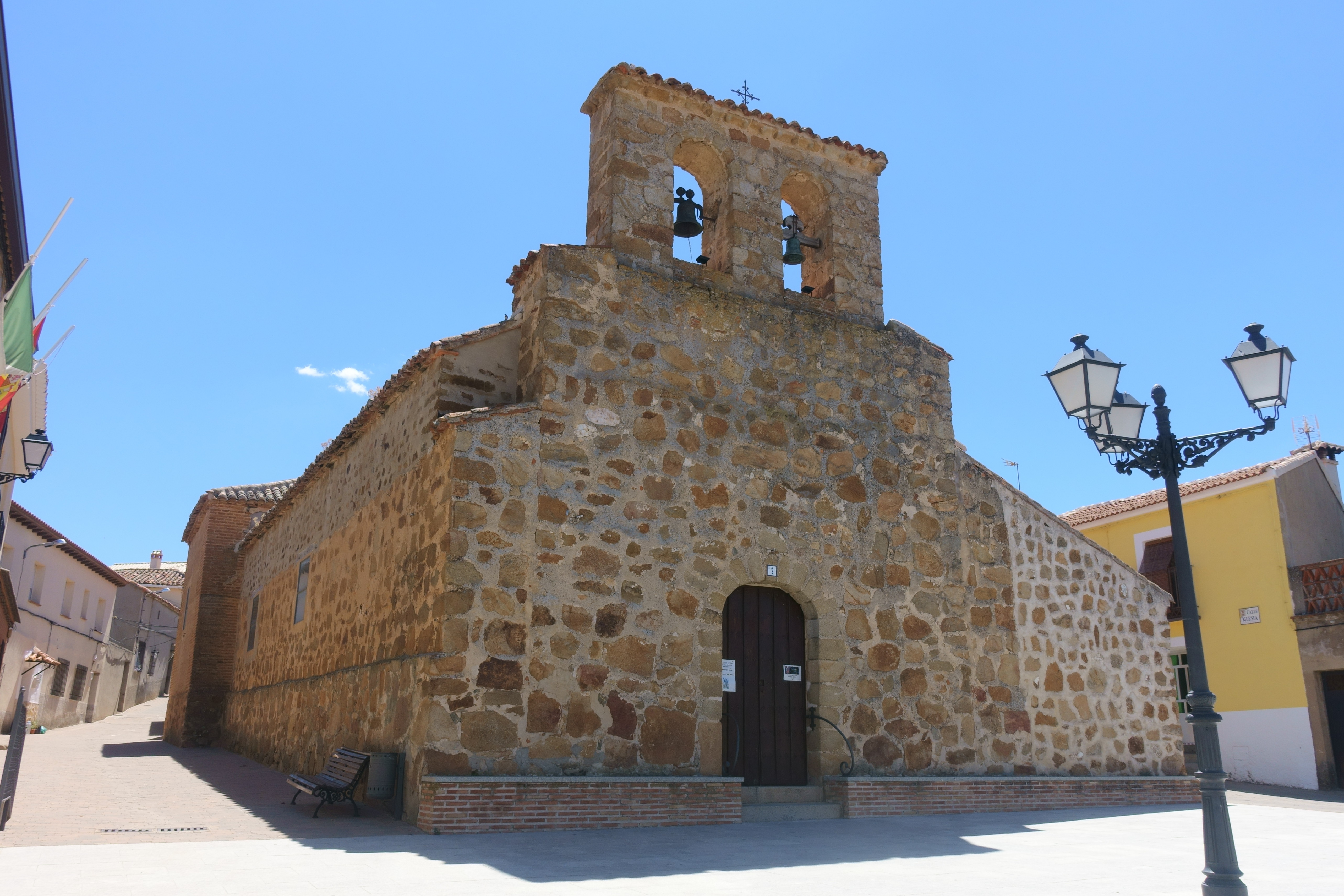
Iglesia de San Andrés Apóstol

- Castillo de Malamoneda del siglo XII.
- Torre de Malamoneda.
- Yacimiento arqueológico de Malamoneda.
- Iglesia de San Andrés Apóstol.[3]

## Fiestas
- Tercer domingo de mayo: la Milagra: Se realiza para conmemorar un MILAGRO ocurrido en un periodo de sequía pertinaz. Al parecer, los párrocos de los pueblos vecinos de Hontanar y Navahermosa, sin acuerdo previo, sacaron a sus vírgenes de procesión por el mismo camino en dirección contraria. En el momento en que se encontraron las dos vírgenes, comenzó a llover. Esta romería es muy famosa en la comarca Montes de Toledo.
- Primer domingo de septiembre: Cristo del Buen Camino, con sus castillos humanos de 2 torres, (antiguamente 3 torres humanas)
- 30 de noviembre: San Andrés. Se está intentando recuperar esta tradición

Al igual que se está intentando recuperar la romería en honor a Nuestra Señora Virgen de Gracia o conocida como Nuestra Señora de Buenamoneda, esta tradición se perdió tras la destrucción de la imagen en 1936, durante la guerra civil, la ermita (ya derruida) esta en el despoblado de Malamoneda, de donde es originario Hontanar.